# Cetbang
Cetbang (także meriam kecil) – typ armat produkowany i używany przez państwa późnośredniowiecznej Indonezji i Malezji, głównie przez imperium Majapahitu.

## Opis

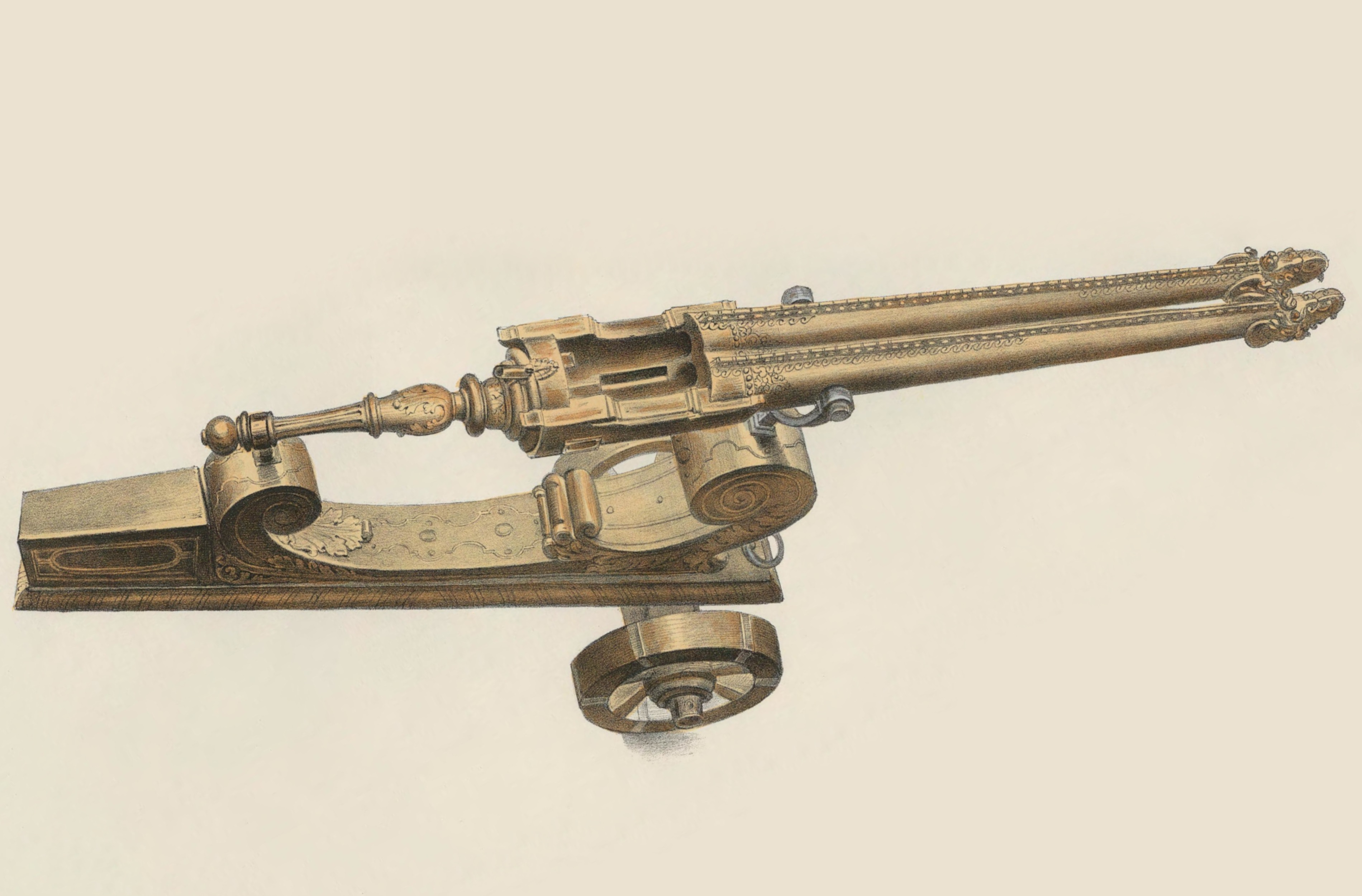
Dwulufowy cetbang w stylu zachodnim z dwoma działami na obrotowym wózku

Cetbang był obrotowym działem z długą rurą i był wykonywany głównie z żelaza i brązu (który zapobiegał rdzewieniu armaty). Cetbang często był instalowany na małych jednostkach morskich - głównie penjajapach i lancaranach oraz montowany na wózkach obrotowych. Używało się go także jako działo w fortach. Wyróżnia się dwa typy cetbangu - cetbang w stylu wschodnim (starsza wersja) i zachodnim (nowsza wersja). Cetbang w stylu wschodnim ładowany był od przodu, a w stylu zachodnim od tyłu, gdyż miał komorę, do której wkładano pociski. Cetbangi mogły wystrzeliwać zarówno pociski okrągłe jak i na przykład w kształcie strzały. Odnotowane są przypadki wystrzeliwania przez cetbangi materiałów podpalających. Broń miała długość od 1 do 3 metrów.

## Historia używania

### Cetbang w stylu wschodnim
Cetbang w stylu wschodnim pojawił się niedługo po inwazji Mongołów Kubilaj-Chana na Jawę i założeniu przez Radena Wijayę Majapahitu (najprawdopodobniej więc był inspirowany działami mongolskimi i chińskimi). Później był używany przez armie kolejnych władców imperium (Dżajanegara, Tribhuwana Widżajatunggadewi, Hajam Wuruk), którzy podbili większość obszaru archipelagu malajskiego, co przyczyniło się do rozpowszechnienia broni. Według historycznych przekazów w bitwie pod Bubat (1357) wojska Majapahitu dowodzone przez Gajah Madę poniosły ciężkie straty w wyniku ostrzału z cetbangów wojsk królestwa Sundy. Cetbang w stylu wschodnim został jednak później wyparty przez inne bronie przybyłe na archipelag z państw Indii oraz Chin, a także świata muzułmańskiego.

### Cetbang w stylu zachodnim
Cetbang w stylu zachodnim wywodzi się najprawdopodobniej z tureckiej armaty Prangi, która pojawiła się w Indonezji w XV wieku. Broń była używana między innymi podczas oblężenia Malakki przez Portugalczyków oraz późniejszych walk muzułmańskich państw oraz Majapahitu z przybyłymi do Indonezji Portugalczykami, Hiszpanami i Holendrami, a także podczas walk wewnętrznych na archipelagu. Z czasem broń wyszła z użytku.

## Galeria

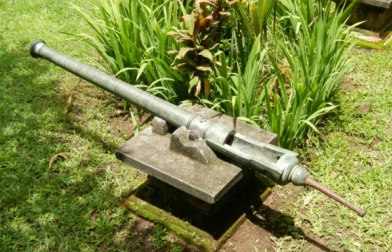
Cetbang  znajdujący się w Muzeum Bali
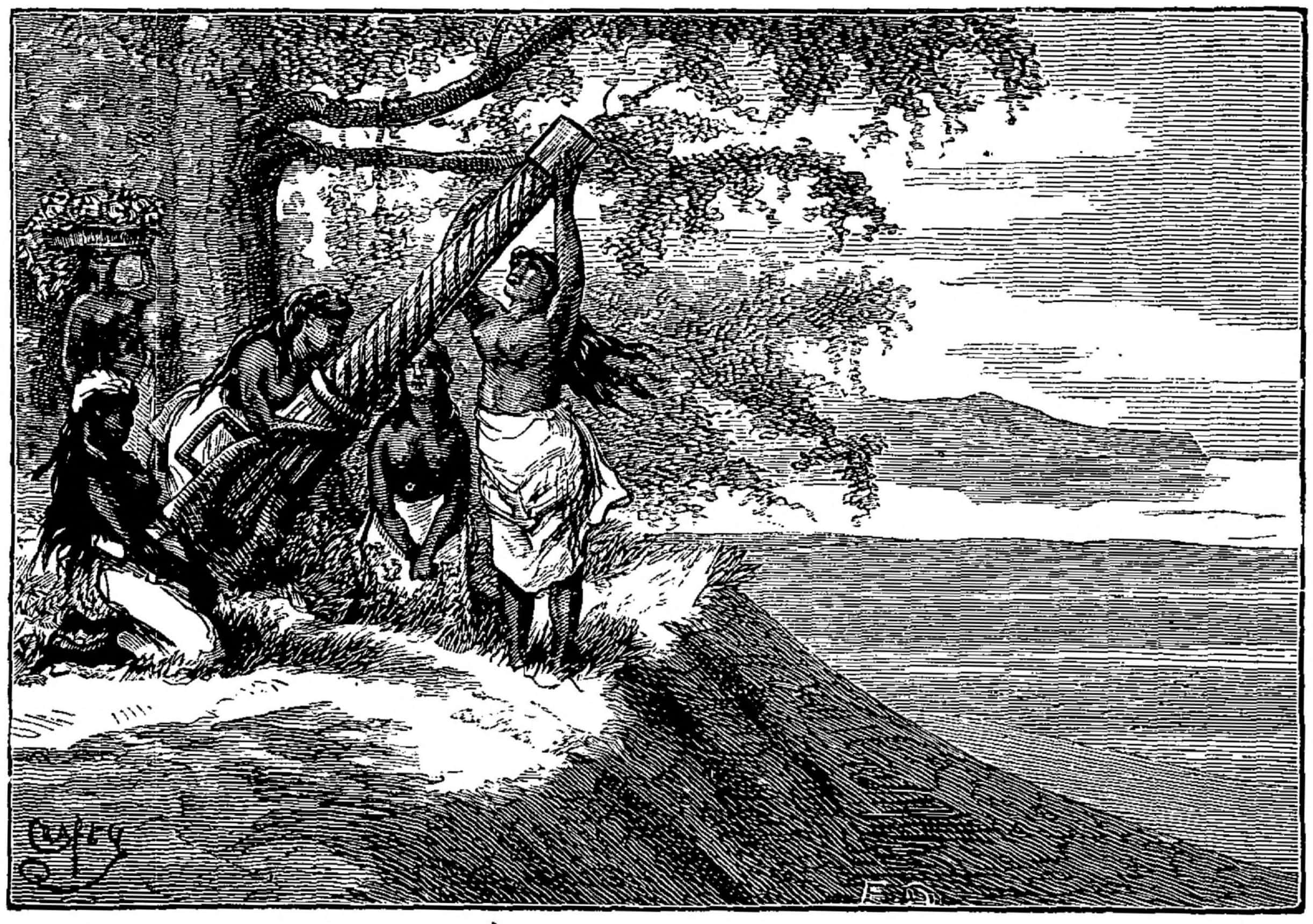
Rycina przedstawiająca Jawajczyków używających Cetbanga
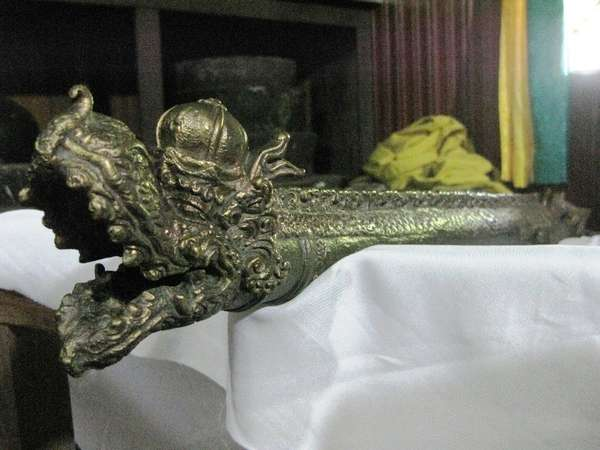
Cetbang zakończony ozdobną głową smoka
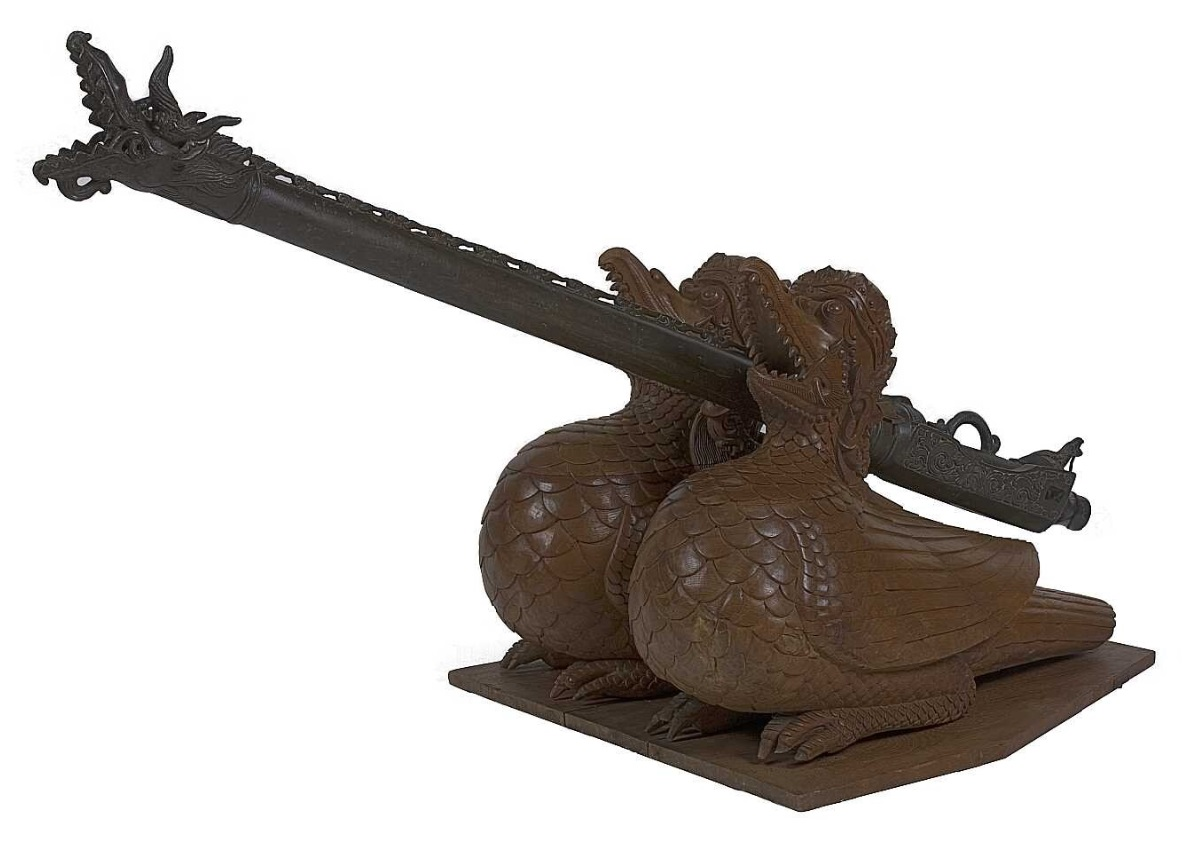
Cetbang z głową smoka wykonany z brązu
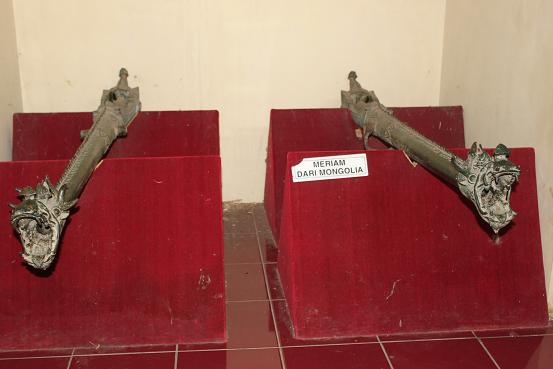
Dwa cetbangi w muzeum
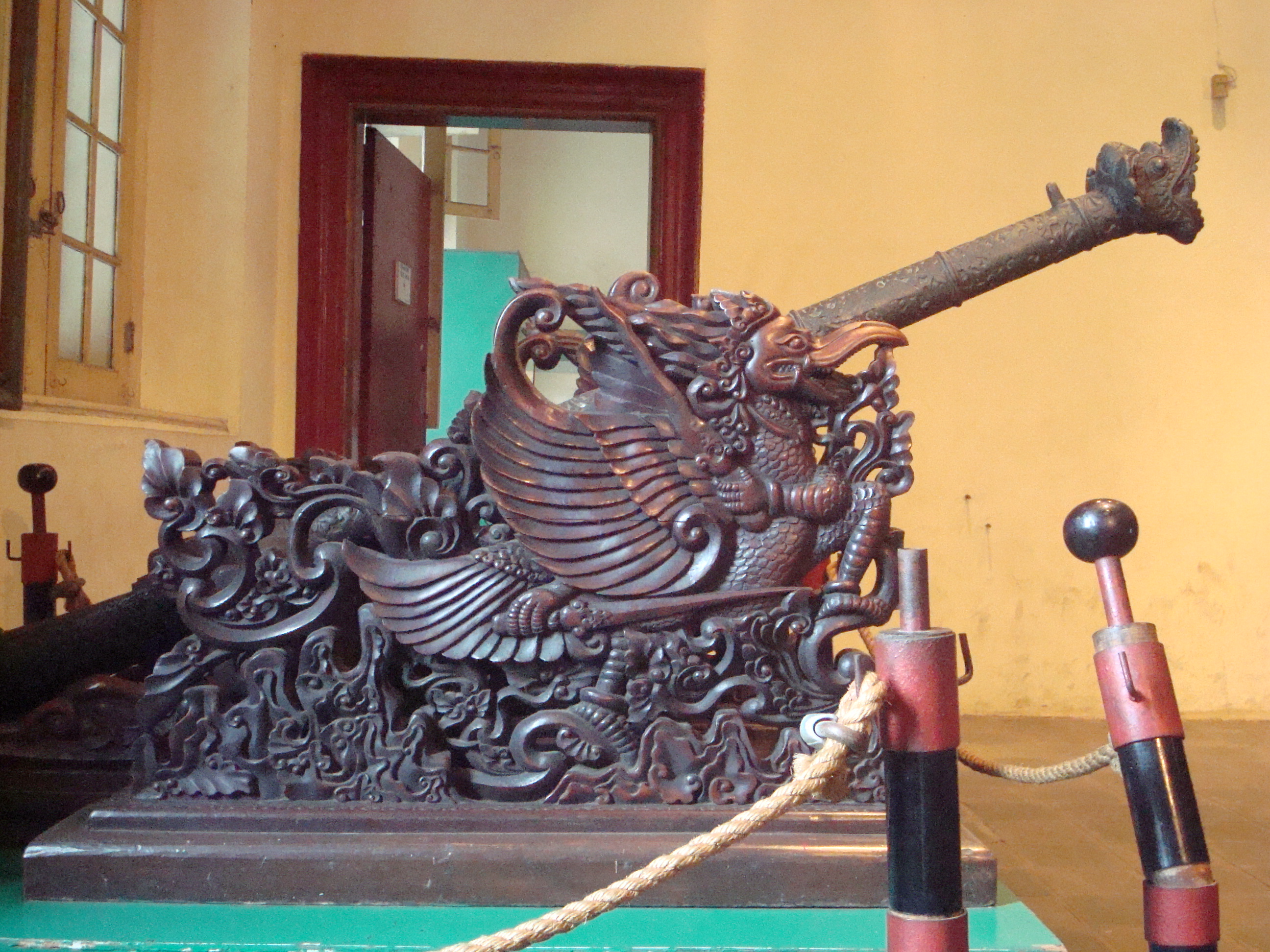
Cetbang w Muzeum Historii w Dżakarcie, stolicy Indonezji